# ネール・ターミード
ネール・ターミード（ner tamid, נֵר תָּמִיד, アシュケナジム式ヘブライ語：ner tomid, ne(y)r tomed）は「永遠の灯火 eternal flame」の意味で、聖櫃の上に吊り下げられるか、前に置かれる灯火のこと。ネールは蝋燭のこと。礼拝時に、シナゴーグで点灯される。現在多くは電器となっており、また様々な形のものがある。

## エルサレム神殿時代
エルサレム神殿で金のメノーラーに灯されていた灯火のこと、さらに祭壇 mizbeach, altar の前で香料を燃やし続けるための香炉をさした。
ネール・ターミードは、例えば神の永遠なる絶えることのない存在を示し（これが現代におけるネール・ターミードの意味である）、また様々な意味で象徴的・比喩的に使われる。